# Otthein Rammstedt
Otto-Heinrich „Otthein“ Rammstedt (* 26. Januar 1938 in Dortmund; † 27. Januar 2020 in Mannheim) war ein deutscher Soziologe.

## Leben
Rammstedt studierte bei dem Simmel-Schüler Gottfried Salomon-Delatour sowie bei Theodor W. Adorno und Max Horkheimer in Frankfurt am Main und bei Helmut Schelsky in Münster, bei dem er mit einer historisch-soziologischen Studie über die Täufer-Sekte als Soziale Bewegung zum Dr. phil. promoviert wurde. Zunächst arbeitete er als Assistent von Niklas Luhmann an der Sozialforschungsstelle an der Universität Münster in Dortmund, ab 1968 an der Universität Bielefeld. 1980 wurde er dort auf eine Professur für „Soziologie, insbesondere Soziologiegeschichte und Sozialphilosophie“ berufen. 2003 wurde er ebendort emeritiert.
In dieser Zeit forschte er vor allem zu den Themen Risiko, Neue soziale Bewegungen, insbesondere der Umwelt- und Friedensbewegung sowie der Frage der Bürgerbeteiligung. Rammtedt gab 1969 die Klassiker des Anarchismus heraus.
Er war federführender Herausgeber der 24-bändigen Gesamtausgabe der Werke von Georg Simmel, die er 2018 abschloss. Begonnen hatte er seine systematische Arbeit an Simmel 1982.
Rammstedts bekannteste Schrift ist die fachgeschichtliche Untersuchung Deutsche Soziologie 1933–1945. Diese Arbeit trug zur Diskussion um die Existenz einer Soziologie im Nationalsozialismus bei, wurde aber von prominenten Fachvertretern wegen methodischer Mängel kritisiert. Sein Aufsatz über das Alltagsbewusstsein von Zeit wurde häufig zitiert.
Rammstedt ist der Vater des Schriftstellers und Musikers Tilman Rammstedt (* 1975). Rammstedts Frau verstarb 2018.

## Publikationen (Auswahl)
- Sekte und soziale Bewegung, Westdeutscher Verlag, Opladen 1966 (Studie über die Täufer in Münster)
- ‘Anarchismus‘ Grundtexte zur Theorie und Praxis der Gewalt, VS Verlag für Sozialwissenschaften 1969, ISBN 978-3-322-96112-9
- Gewaltverhältnisse und die Ohnmacht der Kritik – Mit Beiträgen von Klaus Horn, Niklas Luhmann, Wolf-Dieter Narr, Otthein Rammstedt (erw. Habil.-Vortrag ‚Gewalt und Hierarchie‘) und Kurt Röttgers, edition suhrkamp 1974, ISBN 978-3-518-10775-1
- Soziale Bewegung, Frankfurt am Main: Suhrkamp, 1978, ISBN 3-518-10844-1
- Zweifel am Fortschritt und Hoffen aufs Individuum. Zur Konstitution der modernen Soziologie im ausgehenden 19. Jahrhundert. In: Soziale Welt (36), 1985, S. 483–502
- Deutsche Soziologie 1933–1945. Die Normalitat einer Anpassung, Suhrkamp, Frankfurt am Main 1986, ISBN 3-518-28181-X
- Krisenverhalten (S. 40–65). Darstellung und Kritik der gegenwärtigen Legitmationsforschung (mit H.-D. Rönsch, S. 91–157). Soziale Bewegung – Modelle und Forschungsperspektiven (S. 447–472). In: Bürgerbeteiligung und Bürgerinitiativen. Legitimation u. Partizipation in d. Demokratie angesichts gesellschaftl. Konfliktsituationen. Wissenschaftl. Redaktion: O. Rammstedt. Villingen-S, Neckar-Verlag 1977, ISBN 3-7883-0827-3
- Federführender Hrsg., mit Werner Fuchs(-Heinritz), Rolf Klima, Rüdiger Lautmann, Hanns Wienold: Lexikon zur Soziologie, [Erstauflage 1973], 4. Aufl., VS Verlag für Sozialwissenschaften, Wiesbaden 2007, ISBN 978-3-531-15573-9
- (Herausgeber) Georg Simmel – Gesamtausgabe in 24 Bänden, Suhrkamp 1989–2015, ISBN 978-3-518-07294-3